# 新營客運
新營汽車客運股份有限公司（英文：Singing Bus Co., Ltd.），簡稱：新營客運，是臺灣的一家民營汽車客運公司，該公司於1950年1月成立，但實際早在臺灣日治時期便已存在，原名新營乘合自動車株式會社，戰後依中華民國法律改組為公司，總部位於臺南市新營區。現今主要經營市區公車，為大台南公車的營運業者之一。

## 票務資訊
- 大台南公車
  - 現金：基本票價全票26元，半票13元起跳，於上車投幣（不找零）。
  - 電子票證：持電子票證（一卡通、悠遊卡、icash 2.0）搭乘幹支線公車享有8公里免費優惠（基本票價0元）。2小時內由市區公車（含幹支線公車）或火車轉乘，除8公里免費優惠外另可享9元之轉乘優惠。
  - 學生卡優惠：持通用資訊學生卡、大臺南公車學生卡、臺南市市民卡學生卡、臺南市大專院校學生證，除可享幹支線公車8公里免費外，超過部分可享85折優惠。
- 觀光公車(台灣好行61路西濱快線)
  - 西濱快線-乘車一日券系列套票：由交通部觀光局推出，可於當日無限次搭乘台灣好行61路西濱快線，且可組合其他台灣好行套票、住宿券等優惠。

## 場站位置
| 站名   | 圖像 | 備註                              |
| ------ | ---- | --------------------------------- |
| 總公司 |      | 黃幹線、黃9線：新營客運管理中心站 |
| 新營站 |      |                                   |
| 白河站 |      |                                   |

## 經營路線

### 棕線
| 棕幹線及棕支線公車 |        |                                      |                        | |                                                 |
| 路線色             | 路線   | 起站                                 | 經由                   | 迄站 | 備註                                            |
|                    | 棕幹線 | 新營站                               | 新營轉運站、鹽水、學甲 | 佳里站 | - 與興南客運聯營。 - 部分班次繞駛麻油寮、飯店。 |
| 棕幹線 區間車(1)   | 新營站 | 新營轉運站                           | 鹽水                   | - 燈節期間加開區間車班次往返。（僅行駛至橋南老街即折返）                                                                          |                                                 |
| 棕幹線 區間車(2)   | 新營站 | 新營轉運站、鹽水                     | 大埔路口               | - 新營站05:45發車，大埔路口06:15折返。                                                                                            |                                                 |
| 棕幹線 區間車(3)   | 新營站 | 新營轉運站、鹽水、飯店里               | 學甲區公所             | - 上午班次：新營站05:55、06:20發車，學甲區公所08:10、08:30折返。 - 下午班次：新營站15:20、15:50發車，學甲區公所18:00、18:15折返。 |                                                 |
| 棕1                | 新營站 | 新營轉運站、鹽水、南鯤鯓             | 雙春                   | - 除05:50雙春發車班次，其餘班次皆延駛雙春濱海遊憩區。 - 部分班次延駛北門國中（不經雙春）。                                        |                                                 |
| 棕2                | 新營站 | 新營轉運站、鹽水                     | 下中                   | - 與台一大車隊聯營。 - 部分班次繞駛鹽水上帝廟。                                                                                   |                                                 |
| 棕3                | 新營站 | 新營轉運站、鹽水                     | 坔頭港里               | - 燈節期間加開區間車往返接駁。（橋南老街到太子宮直達車）                                                                          |                                                 |
| 棕4                | 新營站 | 新營轉運站、鹽水分駐所、義竹、牛挑灣 | 朴子轉運站             | |                                                 |
| 棕5                | 新營站 | 新營轉運站、鹽水分駐所、義竹、南鯤鯓 | 好美里                 | |                                                 |
| 棕6                | 新營站 | 新營轉運站、鹽水分駐所、義竹、前東港 | 布袋遊客中心           | - 每年4~9月延駛至布袋商港。 |                                                 |
| 棕10               | 學甲   |                                      | 麻豆國中               | |                                                 |
| 棕11               | 學甲   |                                      | 頑皮世界               | |                                                 |

### 黃線
| 黃幹線及黃支線公車 |                |                        |                    | |                                             |
| 路線色             | 路線           | 起站                   | 經由               | 迄站 | 備註                                        |
|                    | 黃幹線         | 白河站                 | 新營站、柳營、下營 | 麻豆轉運站 | - 與興南客運聯營。 - 部分班次繞駛白河商工。 |
| 黃幹線 區間車(北)  | 白河站         |                        | 新營站             | - 部分班次繞駛白河商工。 - 白河站開07:05班次延駛柳營奇美醫院。                                                |                                             |
| 黃幹線 區間車(南)  | 新營站         | 柳營、下營             | 麻豆轉運站         | |                                             |
| 黃1                | 新營站         | 柳營                   | 六甲               | - 部分班次延駛新營轉運站、國立臺南藝術大學。                                                                  |                                             |
| 黃2                | 新營站         | 柳營、六甲             | 王爺宮             | - 與台一大車隊聯營。 - 部分班次延駛西口小瑞士。                                                               |                                             |
| 黃3                | 新營站         | 柳營                   | 果毅後             | - 部分班次繞駛柳營科工區。 - 部分班次延駛新營轉運站、德元埤荷蘭村。                                           |                                             |
| 黃4                | 新營站         | 二重溪                 | 六甲               | - 部分班次延駛新營轉運站。 - 除06:00六甲發車班次，其餘班次繞駛柳營奇美醫院。                                  |                                             |
| 黃5                | 新營站         | 柳營、紅毛厝、下營     | 曾文市政願景園區   | - 與皇冠交通聯營。                                                                                            |                                             |
| 黃6                | 新營站         | 菁寮、白沙屯           | 後壁火車站         | - 部分班次延駛新營轉運站。 - 返程路線自後壁區公所發車。                                                       |                                             |
| 黃6區間車          | 新營站         | 菁寮                   | 白沙屯             | |                                             |
| 黃6-1              | 白河站         | 土溝、後壁火車站       | 菁寮               | - 農村樂活公車，例假日行駛。                                                                                  |                                             |
| 黃7                | 新營站         | 東山                   | 青山               | - 部分班次延駛新營轉運站、仙公廟。                                                                            |                                             |
| 黃7區間車          | 新營站         |                        | 東山               | - 05:50新營站發車不經枋子林。 - 部分班次延駛新營轉運站。 - 部分班次繞駛水雲里。                               |                                             |
| 黃9                | 新營站         | 後壁火車站、南靖火車站 | 高鐵嘉義站         | - 經台82線。 - 每週二至週日新營站08:00~17:00班次延駛故宮南院。 - 台南市政府民治中心站僅平日06:00～18:30停靠。 |                                             |
| 黃10               | 後壁（泰安宮） | 後壁火車站、白河站     | 六重溪鎮安宮       | - 每日一班次繞駛白河國中。                                                                                    |                                             |
| 黃10區間車(東)     | 白河站         |                        | 六重溪鎮安宮       | - 17:00班次自白河國中發車。                                                                                   |                                             |
| 黃10區間車(西)     | 後壁（泰安宮） |                        | 白河站             | |                                             |
| 黃11               | 白河站         | 東山                   | 青山               | - 部分班次延駛白河商工。 - 部分班次繞駛宅子內。                                                               |                                             |
| 黃11-1             | 白河站         | 東原國中               | 李子園             | - 勵學公車。                                                                                                  |                                             |
| 黃11-2             | 白河站         | 東山、南勢里           | 橫路休息站         | - 部分班次繞駛前雙溪（不經大洋）。                                                                            |                                             |
| 黃12               | 白河站         |                        | 關子嶺             | - 部分班次延駛新營站。                                                                                        |                                             |
| 黃12-2             | 關子嶺         |                        | 關子嶺             | - 關子嶺環線假日公車。                                                                                        |                                             |
| 黃13               | 白河站         | 關子嶺                 | 南寮               | - 每日一來回班次延駛白河國中。 - 部分班次延駛仙公廟。                                                         |                                             |
| 黃14               | 白河站         |                        | 三層崎             | |                                             |
| 黃14區間車         | 白河站         |                        | 林子內教會         | - 白河站16:00發車，林子內教會16:25折返。                                                                      |                                             |
| 黃15               | 白河站         |                        | 詔安厝             | - 與台一大車隊聯營。                                                                                          |                                             |
| 黃16               | 白河國中       | 白河站、東山、六甲     | 隆田火車站         | |                                             |
| 黃16-1             | 白河站         | 安溪寮、菁寮、鹿草     | 高鐵嘉義站         | |                                             |

### 觀光公車
| 台灣好行   |              |                                                               |                                     |                                                                             |                                  |
| 路線色     | 路線         | 起站                                                          | 經由                                | 迄站                                                                        | 備註                             |
|            | 33           | 高鐵嘉義站                                                    | 菁寮、後壁火車站 白河轉運站、仙草埔 | 關子嶺                                                                      | - 每週三停駛，台灣好行關子嶺線。 |
| 61         | 新營站       | 新營轉運站、鹽水、高跟鞋教堂 水晶教堂、北門遊客中心、七股鹽山 | 臺灣鹽博物館                        | - 台灣好行西濱快線，經台61線。 - 新營站10:20發車，於臺灣鹽博物館16:40折返。 |                                  |
| 61區間車   | 南鯤鯓代天府 | 水晶教堂、北門遊客中心、七股鹽山                              | 臺灣鹽博物館                        | - 台灣好行西濱快線，經台61線。                                              |                                  |
| 菱波官田線 | 新營站       | 尖山埤渡假村、烏山頭水庫 官田遊客中心、隆田車站、善化啤酒廠   | 善化轉運站                          | - 每週三停駛。 - 台灣好行菱波官田線，經國道三號。                           |                                  |
| 東山咖啡線 | 關子嶺       | 南寮                                                          | 橫路休息站                          | - 台灣好行東山咖啡線。                                                      |                                  |

## 使用車輛
新營客運目前的營業用車有協億車體及固亞車體打造之遊覽車型、大宇巴士低底盤公車、成運汽車低底盤公車、Toyota Coaster中巴、比亞迪電動公車、鴻華先進Model T電動公車及福斯T6。

## 外部連結
- 新營客運 （页面存档备份，存于）
- 新營客運的Facebook專頁